# 勞倫斯·勒伯夫
勞倫斯‧夏綠蒂·勒伯夫（英語：Laurence Charlotte Leboeuf；1985年12月13日—），為加拿大女演員，知名作品為電影《渦輪小子》飾演 Apple之一角而聞名。

## 生平
勞倫斯出生於加拿大蒙特婁的魁北克，母親為黛安娜(Diane)，父親為馬賽爾(Marcel Leboeuf)。
勞倫斯的第一個出道作品為法語電視劇《Virginie》中飾演Évelyne Boivin。之後，她在魁北克電視劇《Les Lavigueur》中飾演 Louise Lavigueur 電影作品則有劇《渦輪小子》中飾演Apple。

## 外部連結
- 勞倫斯·勒伯夫在互联网电影资料库（IMDb）上的資料（英文）
- 勞倫斯·勒伯夫的X（前Twitter）